# Lista de canções gravadas por Super Junior

Esta é uma lista de canções interpretadas pela boy band sul-coreana Super Junior, formada pela empresa e gravadora SM Entertainment no ano de 2005, consistindo em material que foi lançado em formato físico ou digital.
A discografia do grupo musical consiste em nove álbuns de estúdio, que, juntamente com as faixas bônus e canções nunca incluídas em álbuns, conta com mais de 140 faixas totais. Em dez anos de carreira, o grupo já realizou e contribuiu para mais de 20 lançamentos diversos, sendo o artista de K-pop que mais vendeu entre 2009 e 2011. Super Junior chegou ao auge de sua carreira após o lançamento do hit sinlgle "Sorry, Sorry", em 2009, do álbum homônimo, que se transformou em um êxito de vendas em todo o continente asiático e, consequentemente, tornou-se a canção assinatura do grupo.
Ao longo dos anos, desde sua estreia, a boy band foi dividida em pequenos grupos diferentes, como parte de uma estratégia da SM Entertainment para não limitar as atividades dos integrantes do grupo somente ao Super Junior, visando atingir um número maior de público e estilos musicais diferenciados. São cinco os grupos que derivam do Super Junior: Super Junior-K.R.Y., Super Junior-T, Super Junior-M, Super Junior-Happy e Super Junior Donghae & Eunhyuk, tendo cada um deles uma carreira estabelecida e lançamentos originais constantes, bem como turnês e eventos promocionais, tanto na Coreia do Sul como internacionalmente. Esta lista não contém versões ao vivo ou remixes lançados pelo grupo.

## Canções
| † | Indica canção lançada como single |

| ‡ | Indica canção lançada como b-side |

## 0–9
| Título     | Compositor    | Letrista      | Álbum / EP / Single | Idioma  | Ano  |
| ---------- | ------------- | ------------- | ------------------- | ------- | ---- |
| "3rd Gate" | Yoo Young-jin | Yoo Young-jin | Super Show 3        | Coreano | 2011 |

## A
| Canção                    | Compositor              | Letrista                         | Álbum / EP / Single | Idioma  | Ano  |
| ------------------------- | ----------------------- | -------------------------------- | ------------------- | ------- | ---- |
| "A Day" (하루에)          | Kim Jung-bae            | Kenzie                           | A-Cha               | Coreano | 2012 |
| "A 'Good'bye"             | Park Chang-hyun         | Park Chang-hyun                  | Sexy, Free & Single | Coreano | 2012 |
| "A Man In Love" (갈증)    | Yoo Young-jin           | Yoo Young-jin                    | Don't Don           | Coreano | 2007 |
| "A Short Journey" (여행)  | Donghae                 | Eunhyuk                          | Bonamana            | Coreano | 2010 |
| "A-Cha" †                 | Hitchhiker              | Kim Bu-min                       | A-Cha               | Coreano | 2011 |
| "A-Cha" (Versão Japonesa) | Hitchhiker              | Leonn                            | Hero                | Japonês | 2013 |
| "Angela" (앤젤라)         | Kenzie                  | Kim Jung-bae                     | Sorry, Sorry        | Coreano | 2009 |
| "All My Heart" (진심)     | Leeteuk, Henry Lau      | Hong Ji-hoo                      | Bonamana            | Coreano | 2010 |
| "Alright"                 | Donghae, Team One Sound | Donghae, Eunhyuk, Team One Sound | Devil               | Coreano | 2015 |
| "Angel"                   | Oh Jun-seong            | Two Tone                         | Haru OST Part 1     | Coreano | 2010 |

## B
| Canção                                | Compositor                                                                         | Letrista      | Álbum / EP / Single   | Idioma  | Ano  |
| ------------------------------------- | ---------------------------------------------------------------------------------- | ------------- | --------------------- | ------- | ---- |
| "★Bambina★"                           | Andreas Carlsson, Erik Lidbom                                                      | Sara Sakurai  | Hero                  | Japonês | 2013 |
| "Be My Girl" (라라라라)               | Lanz, Henri Jouni Kristian, William Rappaport, Aku Rannila, Julimar "J-Son" Santos | Kim Bu-min    | Mr. Simple            | Coreano | 2011 |
| "Believe"                             | Seikou Nagaoka                                                                     | Heechul       | SuperJunior05 (Twins) | Coreano | 2005 |
| "Biting My Lips" (입술을 깨물고)      | Oh Seung-eun                                                                       | Bae Hwa-young | President OST         | Coreano | 2010 |
| "Bittersweet" (달콤씁쓸)              | Kenzie                                                                             | Kim Jung-bae  | Sexy, Free & Single   | Coreano | 2012 |
| "Blue World" †                        | Stephan Elfgren, Anders Wigelius                                                   | Amon Hayashi  | Blue World            | Japonês | 2013 |
| "Bonamana" (미인아) †                 | Yoo Young-jin                                                                      | Yoo Young-jin | Bonamana              | Coreano | 2010 |
| "Bonamana" (美人) (Versão Japonesa) † | Yoo Young-jin                                                                      | Goro Matsui   | Bonamana              | Japonês | 2011 |
| "Boom Boom" (나쁜 여자)               | Hayden Bell, Wayne Beckford, Ray Lavender                                          | Kenzie        | Bonamana              | Coreano | 2010 |
| "Butterfly" (빠삐용)                  | Hwang Hyun, Shin Agnes                                                             | Hwang Hyun    | Sexy, Free & Single   | Coreano | 2012 |

## C
| Canção                          | Compositor                                    | Letrista                             | Álbum / EP / Single                 | Idioma  | Ano  |
| ------------------------------- | --------------------------------------------- | ------------------------------------ | ----------------------------------- | ------- | ---- |
| "Candy" ‡                       | DAICHI, Robin Ericsson, Jin Choi              | AKIRA                                | Blue World                          | Japonês | 2013 |
| "Carnival" (카니발)             | Elin Wrethov, Anderz Wrethov, Johan Deltinger | Kangin, Elin Wrethov, Anderz Wrethov | 2009 Summer SMTown – We Are Shining | Coreano | 2009 |
| "Club No. 1" (com Lee Yeon-hee) | Gabe Lopez, Angela Peel                       | Choi Gap-won                         | Sorry, Sorry                        | Coreano | 2009 |
| "Coagulation" (응결)            | Park Chang-hyun                               | Park Chang-hyun                      | Bonamana                            | Coreano | 2010 |

## D
| Canção                        | Compositor                                 | Letrista                          | Álbum / EP / Single | Idioma  | Ano  |
| ----------------------------- | ------------------------------------------ | --------------------------------- | ------------------- | ------- | ---- |
| "Dancing Out" †               | Svein Finneids                             | Taehun                            | '06 Summer SMTown   | Coreano | 2006 |
| "Daydream" (머문다)           | Ha Jung-ho, Storyteller                    | Ha Jung-ho, Storyteller           | Sexy, Free & Single | Coreano | 2012 |
| "Dead At Heart" (죽어있는 것) | Park Chang-hyun                            | Park Chang-hyun                   | Sorry, Sorry        | Coreano | 2009 |
| "Devil" †                     | Kenzie, The Stereotypes, Micah Powell      | Kenzie                            | Devil               | Coreano | 2015 |
| "Disco Drive"                 | Yoon Jong-shin, Lee Geun-Ho                | Yoon Jong-shin                    | Don't Don           | Coreano | 2007 |
| "Don't Don" (돈 돈!) †        | Yoo Young-jin                              | Yoo Young-jin                     | Don't Don           | Coreano | 2007 |
| "Don't Leave Me"              | Siwon, 220, Kim Young-shin (Iconic Sounds) | Siwon, Kye Bum-zu (Iconic Sounds) | This Is Love        | Coreano | 2014 |

## E
| Canção                | Compositor                                  | Letrista       | Álbum / EP / Single | Idioma  | Ano  |
| --------------------- | ------------------------------------------- | -------------- | ------------------- | ------- | ---- |
| "Endless Moment" ‡    | Elin Wrethov, Anderz Wrethov                | Cho Yoon-kyung | U                   | Coreano | 2006 |
| "Evanesce" (백일몽) † | DOM, Kim Tae-sung, Andrew Choi, Teddy Riley | Misfit         | Mamacita            | Coreano | 2014 |

## F
| Canção                   | Compositor                 | Letrista      | Álbum / EP / Single            | Idioma  | Ano  |
| ------------------------ | -------------------------- | ------------- | ------------------------------ | ------- | ---- |
| "Feels Good" (결투)      | Denniz Jamm, Qwan          | Hong Ji-yu    | Mr. Simple                     | Coreano | 2011 |
| "First Snow" (첫눈이 와) | Kenzie                     | Kim Jung-bae  | 2007 Winter SMTown – Only Love | Coreano | 2007 |
| "From U" (너로부터)      | Yoo Young-jin, Yoo Han-jin | Yoo Young-jin | Sexy, Free & Single            | Coreano | 2012 |

## G
| Canção                       | Compositor                                                  | Letrista       | Álbum / EP / Single | Idioma  | Ano  |
| ---------------------------- | ----------------------------------------------------------- | -------------- | ------------------- | ------- | ---- |
| "Good Friends" (어느새 우린) | Yoon Jong-shin                                              | Yoon Jong-shin | Mr. Simple          | Coreano | 2011 |
| "Good Love"                  | Kenzie, The Stereotypes, Micah Powell                       | Kenzie         | Devil               | Coreano | 2015 |
| "Good Person" (좋은 사람)    | You Hee-yeol                                                | You Hee-yeol   | Bonamana            | Coreano | 2010 |
| "Gulliver" (걸리버)          | Markus Bøgelund, Søren Juhl Holmager, Mick Muxoll Rasmussen | Eunhyuk        | Sexy, Free & Single | Coreano | 2012 |

## H
| Canção                                              | Compositor                                                          | Letrista                               | Álbum / EP / Single          | Idioma  | Ano  |
| --------------------------------------------------- | ------------------------------------------------------------------- | -------------------------------------- | ---------------------------- | ------- | ---- |
| "H.I.T" (히트)                                      | Kim Jung-bae                                                        | Kenzie                                 | H.I.T OST                    | Coreano | 2007 |
| "Happiness" (행복)                                  | Jang Yong-jin                                                       | Jang Yong-jin                          | 2007 Summer SMTown – Fragile | Coreano | 2007 |
| "Happy Together"                                    | Lee Jae-myeong                                                      | Lee Jae-myeong, Cho Sa-ra              | Sorry, Sorry                 | Coreano | 2009 |
| "Haru" (하루)                                       | Donghae, Kwon Sun-il                                                | Donghae, Kwon Sun-il                   | Spy                          | Coreano | 2012 |
| "Hate U, Love U" (미워)                             | Kenzie                                                              | Kim Jung-bae                           | Don't Don                    | Coreano | 2007 |
| "Heartquake" (이별... 넌 쉽니) (com U-Know e Micky) | Cho Jun-young                                                       | Cho Jun-young, The July, U-Know, Micky | Sorry, Sorry                 | Coreano | 2009 |
| "Here We Go"                                        | Carl Utbult, Tebey Ottoh, Fredrik Hult                              | Kim Eana                               | Bonamana                     | Coreano | 2010 |
| "Hero"                                              | G'harah "PK" Degeddingseze, Jamie Jones, Jack Kugell, Jason Pennock | Natsumi Kobayashi                      | Hero                         | Japonês | 2013 |
| "Hit Me Up"                                         | Teddy Riley, DOM, Lee Hyun-seung, Daniel 'Obi' Klein, Mage          | Lee Chae-yoon (Jam Factory)            | This Is Love                 | Coreano | 2014 |

## I
| Canção                      | Compositor                                           | Letrista                                | Álbum / EP / Single         | Idioma  | Ano  |
| --------------------------- | ---------------------------------------------------- | --------------------------------------- | --------------------------- | ------- | ---- |
| "I Am"                      | Greg Lynch                                           | Leeteuk, Sungmin, Eunhyuk, Donghae      | Don't Don                   | Coreano | 2007 |
| "I'm Your Man" (오늘만은) ‡ | Kenzie                                               | Kenzie                                  | Show Me Your Love           | Coreano | 2005 |
| "In My Dream" (잠들고 싶어) | Kim Ji-hu                                            | Kwon Yun-jung                           | Bonamana                    | Coreano | 2010 |
| "Islands"                   | Ricky Hanley, Alex Holmgren, Andreas Stone Johansson | Seo Ji-eum, Lee Yoo-jin, Cho Yoon-kyung | Mamacita                    | Coreano | 2014 |
| "It's You" (너라고) †       | E-Tribe                                              | E-Tribe                                 | Sorry, Sorry (Relançamento) | Coreano | 2009 |

## K
| Canção                         | Compositor       | Letrista       | Álbum / EP / Single   | Idioma  | Ano  |
| ------------------------------ | ---------------- | -------------- | --------------------- | ------- | ---- |
| "Keep In Touch"                | Hitoshi Harukawa | Cho Yoon-kyung | SuperJunior05 (Twins) | Coreano | 2005 |
| "Knock, Knock, Knock" (똑똑똑) | ROZ              | ROZ            | Super Show 3          | Coreano | 2011 |

## L
| Canção                          | Compositor                                         | Letrista               | Álbum / EP / Single         | Idioma  | Ano  |
| ------------------------------- | -------------------------------------------------- | ---------------------- | --------------------------- | ------- | ---- |
| "L.O.V.E."                      | Thoresen, Jens                                     | Shin Ji-won            | SuperJunior05 (Twins)       | Coreano | 2005 |
| "Let's Dance"                   | Im Kwang-wook, Ylva Dimberg, Nermin Harambašić     | Seo Ji-eum             | Mamacita                    | Coreano | 2014 |
| "Let's Not..." (마주치지 말자)  | Hwanhee                                            | Hwanhee, Cho Jun-young | Sorry, Sorry                | Coreano | 2009 |
| "Love Disease" (사랑이 죽는 병) | Jimmy Burney, Sean Alexander, Pascal "Claps" Guyon | Wheesung               | Sorry, Sorry (Relançamento) | Coreano | 2009 |
| "Love U More" (첫번째 이야기)   | Ryeowook, Yoo Young-jin                            | Ryeowook, Sungmin      | Sorry, Sorry (Relançamento) | Coreano | 2009 |
| "Lovely Day" ‡                  | Park Chang-hyun                                    | Park Chang-hyun        | U                           | Coreano | 2006 |
| "Lunar Eclipse" (月蝕) ‡        | Kenzie                                             | Tanaka Hidenori        | Mamacita-Ayaya-             | Japonês | 2014 |

## M
| Canção                                | Compositor                                                           | Letrista                                | Álbum / EP / Single   | Idioma  | Ano  |
| ------------------------------------- | -------------------------------------------------------------------- | --------------------------------------- | --------------------- | ------- | ---- |
| "Magic" †                             | Purple J, G-High, Thomas Sardorf                                     | Cho Yoon-kyung                          | Magic                 | Coreano | 2015 |
| "Mamacita" (아야야) †                 | Yoo Young-jin, DOM, Lee Hyun-seung, J.SOL, Teddy Riley               | Yoo Young-jin                           | Mamacita              | Coreano | 2014 |
| "Mamacita-Ayaya-" (Versão Japonesa) † | Yoo Young-jin, DOM, Lee Hyun-seung, J.SOL, Teddy Riley               | Tanaka Hidenori                         | Mamacita-Ayaya-       | Japonês | 2014 |
| "Marry U" †                           | Lee Jae-myeong                                                       | Kwon Yun-jung                           | Don't Don             | Coreano | 2007 |
| "Marry U" (Versão Japonesa) †         | Lee Jae-myeong                                                       | Kwon Yun-jung, Kim Yang-sook (tradução) | Marry U               | Japonês | 2008 |
| "Memories" (기억을 따라)              | Park Jun-soo, Lee Yoon-jong                                          | Park Jun-soo, Lee Yoon-jong             | Mr. Simple            | Coreano | 2011 |
| "Mid-season" (환절기)                 | Hwang Hyun                                                           | Hwang Hyun                              | Mamacita              | Coreano | 2014 |
| "Midnight Blues" (춤을 춘다)          | Jason Gill, Curtis Richa, Emanuel Olsson                             | Shin Jin-hye, Lee Yoo-jin               | Mamacita              | Coreano | 2014 |
| "Midnight Fantasy"                    | Park Chang-hyun                                                      | Park Chang-hyun                         | Don't Don             | Coreano | 2007 |
| "Miracle" †                           | Thomas Charles La Verdi                                              | Yoon Hyo-sang                           | SuperJunior05 (Twins) | Coreano | 2005 |
| "Mirror" (거울)                       | Cho Jun-young                                                        | Cho Jun-young                           | Don't Don             | Coreano | 2007 |
| "Missin' U"                           | Ken Ingwersen                                                        | SHIRO                                   | Don't Don             | Coreano | 2007 |
| "Monster"                             | Remee, Timothy Kellett, Robin Anthony Taylor-Firth, Peter Biker      | Kenzie                                  | Sorry, Sorry          | Coreano | 2009 |
| "Mr. Simple" †                        | Yoo Young-jin                                                        | Yoo Young-jin                           | Mr. Simple            | Coreano | 2011 |
| "Mr. Simple" (Versão Japonesa) †      | Yoo Young-jin                                                        | Goro Matsui                             | Mr. Simple / Hero     | Japonês | 2011 |
| "My All Is In You" (사랑이 이렇게)    | Squeak Jackson, Stephen Beckham                                      | Kwon Yun-jung                           | Bonamana              | Coreano | 2010 |
| "My Love, My Kiss, My Heart"          | Denzil "iDR" Remedios, Kibwe "12Keyz" Luke, Sharif Slater, Ryan Jhun | Kim Tae-sung                            | Mr. Simple            | Coreano | 2011 |
| "My Only Girl"                        | Brandon Fraley, Joshua Welton                                        | Hong Ji-yoo                             | Bonamana              | Coreano | 2010 |

## N
| Canção                              | Compositor                                    | Letrista   | Álbum / EP / Single     | Idioma  | Ano  |
| ----------------------------------- | --------------------------------------------- | ---------- | ----------------------- | ------- | ---- |
| "No Other" (너 같은 사람 또 없어) † | Denzil Remedios, Kibwe Luke, Ryan Jhun, Reefa | Kenzie     | Bonamana (Relançamento) | Coreano | 2010 |
| "Now"                               | Hitchhiker                                    | Kim Bu-min | Sexy, Free & Single     | Coreano | 2012 |

## O
| Canção                         | Compositor                                       | Letrista                                             | Álbum / EP / Single        | Idioma  | Ano  |
| ------------------------------ | ------------------------------------------------ | ---------------------------------------------------- | -------------------------- | ------- | ---- |
| "One Fine Spring Day"          | Magnus Andersson                                 | Kwon Yun-jung                                        | Bonamana                   | Coreano | 2010 |
| "One Love"                     | Daniel Pandher, Thomas Charles La Verdi, Jay Pea | Daniel Pandher, Thomas Charles La Verdi, Jay Pea     | Super Show 1               | Coreano | 2008 |
| "Only U"                       | Leeteuk, Lee Jae-myoung                          | Leeteuk, Donghae                                     | Sexy, Free & Single        | Coreano | 2012 |
| "Oops!!" (com f(x))            | Kalle Engstrom, William J. Fuller                | Leeteuk, Heechul, Shindong, Eunhyuk, Donghae, Misfit | A-Cha                      | Coreano | 2011 |
| "Opera" (오페라)               | Thomas Troelsen, Engelina Larsen                 | Kenzie                                               | Mr. Simple                 | Coreano | 2011 |
| "Opera" (Versão Japonesa) †    | Thomas Troelsen, Engelina Larsen                 | Masanori Nagaoka                                     | Opera / Hero               | Japonês | 2012 |
| "Our Love" (우리들의 사랑)     | Yoo Jae-ha                                       | Yoo Jae-ha                                           | Don't Don                  | Coreano | 2007 |
| "Our Love" (Versão Japonesa) ‡ | Yoo Jae-ha                                       | Leonn                                                | Sexy, Free & Single / Hero | Coreano | 2012 |
| "Outsider"                     | Herbie Crichlow, Adam Pallin, Thomas Troelsen    | Kenzie                                               | Spy                        | Coreano | 2012 |
| "Over"                         | Kim Young-hu                                     | Kim Young-hu                                         | SuperJunior05 (Twins)      | Coreano | 2005 |

## R
| Canção                                      | Compositor                                 | Letrista       | Álbum / EP / Single   | Idioma  | Ano  |
| ------------------------------------------- | ------------------------------------------ | -------------- | --------------------- | ------- | ---- |
| "Raining Spell For Love" (사랑이 멎지 않게) | DOM, Lee Hyun-seung, J.SOL, Teddy Riley    | Jung Ju-hee    | Mamacita              | Coreano | 2014 |
| "Reset"                                     | Martin Sutton, Shridhar Ashokkumar Solanki | Park Chang-hak | Sorry, Sorry          | Coreano | 2009 |
| "Rock'n Shine"                              | Kim Yoon-ah                                | Kim Yoon-ah    | Devil                 | Coreano | 2015 |
| "Rock This House"                           | Mick Lister                                | Yoon Hyo-sang  | SuperJunior05 (Twins) | Coreano | 2005 |
| "Rockstar"                                  | D2O, Youngsky                              | D2O, Youngsky  | Sexy, Free & Single   | Coreano | 2012 |

## S
| Canção                                      | Compositor                                                                          | Letrista                     | Álbum / EP / Single                   | Idioma  | Ano  |
| ------------------------------------------- | ----------------------------------------------------------------------------------- | ---------------------------- | ------------------------------------- | ------- | ---- |
| "S.E.O.U.L." (com Girls' Generation) †      | Lee Jae-myeong                                                                      | Lee Jae-myeong               | S.E.O.U.L.                            | Coreano | 2009 |
| "Santa U Are The One" (com Henry e Zhou Mi) | Ove Andre Brenna                                                                    | Ove Andre Brenna             | 2011 Winter SMTown – The Warmest Gift | Coreano | 2011 |
| "Sexy, Free & Single" †                     | Daniel "Obi" Klein, Thomas Sardorf, Lasse Lindorff                                  | Yoo Young-jin                | Sexy, Free & Single                   | Coreano | 2012 |
| "Sexy, Free & Single" (Versão Japonesa) †   | Daniel "Obi" Klein, Thomas Sardorf, Lasse Lindorff                                  | Leonn                        | Sexy, Free & Single / Hero            | Japonês | 2012 |
| "Shake It Up!"                              | Ryan Jhun, Antwann Frost, Ronald Frost, Micheal Muncie, Denzil Remedios, Kibwe Luke | Kim Young-hu                 | Bonamana                              | Coreano | 2010 |
| "She Wants It" (그녀는 위험해)              | Gabe Lopez, JV, Rebel, Sean Alexander                                               | Kim Young-hu                 | Sorry, Sorry (Relançamento)           | Coreano | 2009 |
| "She's Gone" (사랑이 떠나다)                | Hwang Sung-jae                                                                      | Kwon Yun-jung                | Don't Don                             | Coreano | 2007 |
| "Shining Star" (춤을 춘다)                  | Yoo Young-suk                                                                       | Yoo Young-suk                | Sorry, Sorry                          | Coreano | 2009 |
| "Shirt"                                     | Donghae, Team One Sound                                                             | Donghae, Team One Sound      | Mamacita                              | Coreano | 2014 |
| "Show Me Your Love" (com TVXQ) †            | Kenzie                                                                              | Kenzie                       | Show Me Your Love                     | Coreano | 2005 |
| "Simply Beautiful"                          | Hyuk Shin, DK, Marco Reyes, Jarah Gibson, Jeffrey Patrick Lewis                     | Cho Yoon-kyung               | Devil                                 | Coreano | 2015 |
| "Smile!"                                    | Kenzie                                                                              | Kenzie                       | '06 Summer SMTown                     | Coreano | 2006 |
| "Snow White" ‡                              | HIKARI                                                                              | Goro Matsui                  | Mr. Simple                            | Japonês | 2011 |
| "So I"                                      | Sang-won                                                                            | Kwon Ho-joong, Sang-won      | SuperJunior05 (Twins)                 | Coreano | 2005 |
| "Someday" (언젠가는)                        | Lee Sang-eun, An Ji-woo                                                             | Lee Sang-eun                 | Sexy, Free & Single                   | Coreano | 2012 |
| "Song For You" (아주 먼 옛날)               | Chun Tae-hyuk                                                                       | Chun Tae-hyuk                | Don't Don                             | Coreano | 2007 |
| "Sorry, Sorry" †                            | Yoo Young-jin                                                                       | Yoo Young-jin                | Sorry, Sorry                          | Coreano | 2009 |
| "Sorry, Sorry" (Versão Japonesa)            | Yoo Young-jin                                                                       | Desconhecido                 | Sorry, Sorry                          | Coreano | 2009 |
| "Sorry, Sorry - Answer"                     | Yoo Young-jin                                                                       | Yoo Young-jin                | Super Show 2                          | Coreano | 2009 |
| "Spy" †                                     | Thomas Troelsen, Mikkel Remee Sigvardt, Irving Szathmary, Hwang Hyun                | Kenzie                       | Spy                                   | Coreano | 2012 |
| "Stars Appear..." (별이 뜬다)               | Epitone Project                                                                     | Epitone Project              | Devil                                 | Coreano | 2015 |
| "Storm" (폭풍)                              | Kenzie                                                                              | Kim Jung-bae                 | Mr. Simple                            | Coreano | 2011 |
| "Success"                                   | Choi Sung-kwon, Park Jun-su                                                         | Shim Jae-hee, Kwon Eun-kyung | H.I.T OST                             | Coreano | 2007 |
| "Sunflower" (해바라기)                      | Brandon Fraley                                                                      | Hong Ji-yoo                  | Mr. Simple                            | Coreano | 2011 |
| "Superman" †                                | Yoo Young-jin                                                                       | Yoo Young-jin                | A-Cha                                 | Coreano | 2011 |

## T
| Canção                           | Compositor                                                                      | Letrista                                | Álbum / EP / Single             | Idioma  | Ano  |
| -------------------------------- | ------------------------------------------------------------------------------- | --------------------------------------- | ------------------------------- | ------- | ---- |
| "Thank You"                      | Kim Jo-han                                                                      | Sung Nak-ho                             | Don't Don                       | Coreano | 2007 |
| "The Girl Is Mine" (마지막 승부) | Kenzie                                                                          | Kim Jung-bae                            | Don't Don (Relançamento)        | Coreano | 2007 |
| "This Is Love" †                 | Kim Ji-hu, Park Seul-gi, Lola Fair, Nermin Harambasic                           | Kim Ji-won, Cho Yoon-kyung              | This Is Love                    | Coreano | 2014 |
| "Tic! Toc!"                      | Thomas Charles La Verdi                                                         | Cho Yoon-kyung                          | 2006 Winter SMTown – Snow Dream | Coreano | 2006 |
| "Too Many Beautiful Girls"       | Chris Young, Andy Jackson                                                       | Kim In-hyung, Shin Jin-hye, Lee Seu-ran | Mamacita                        | Coreano | 2014 |
| "Tuxedo"                         | JD Walker, Kelly Sheehan, Robert Mario, Mauli Bonner                            | H.U.B                                   | Hero                            | Japonês | 2013 |
| "Twins (Knock Out)" †            | Per Astrom, Anders Bagge, Reed Verteleney, Wayne Hector, Michael Berg Andersson | Yoo Young-jin                           | SuperJunior05 (Twins)           | Coreano | 2005 |

## U
| Canção                  | Compositor    | Letrista     | Álbum / EP / Single | Idioma  | Ano  |
| ----------------------- | ------------- | ------------ | ------------------- | ------- | ---- |
| "U" †                   | Ken Ingwersen | Taehun       | U                   | Coreano | 2006 |
| "U" (Versão Japonesa) † | Ken Ingwersen | Desconhecido | U/Twins             | Japonês | 2008 |

## W
| Canção                            | Compositor                                                                        | Letrista      | Álbum / EP / Single           | Idioma  | Ano  |
| --------------------------------- | --------------------------------------------------------------------------------- | ------------- | ----------------------------- | ------- | ---- |
| "Walkin'"                         | Denzil Remedios, Kibwe Luke, Sharif Slater, Ryan Jhun                             | Misfit        | Mr. Simple                    | Coreano | 2011 |
| "Way" ‡                           | Hikari                                                                            | Hikari        | Opera / Hero                  | Japonês | 2012 |
| "Way For Love" (차근차근)         | Lee Yoon-jae                                                                      | Lee Yoon-jae  | SuperJunior05 (Twins)         | Coreano | 2005 |
| "What If"                         | Sean Syed Hosein, Dane Anthony Deviller, Jorgen Kjell Elofsson, Adrew G. Goldmark | Kwon Yun-jung | Sorry, Sorry                  | Coreano | 2009 |
| "White Christmas" (엉뚱한 상상)   | Hitchhiker                                                                        | Hitchhiker    | Mr. Simple                    | Coreano | 2011 |
| "Why I Like You" (니가 좋은 이유) | Jimmy Burney, Steven Lee, Sean Alexander, Pascal Claps                            | Shiro         | Sorry, Sorry                  | Coreano | 2009 |
| "Wonder Boy"                      | Kim Sang-soo                                                                      |               | Attack on the Pin-Up Boys OST | Coreano | 2007 |
| "Wonder Boy" (Versão Japonesa)    | Kim Sang-soo                                                                      | Sara Sakurai  | Hero                          | Japonês | 2013 |

## Y
| Canção                              | Compositor                   | Letrista                                  | Álbum / EP / Single   | Idioma  | Ano  |
| ----------------------------------- | ---------------------------- | ----------------------------------------- | --------------------- | ------- | ---- |
| "Y"                                 | Lee Donghae, Chance, Super D | Lee Donghae, Chance                       | Mr. Simple            | Coreano | 2011 |
| "You Are The One"                   | Kathy Cantaluppi             | Kenzie                                    | SuperJunior05 (Twins) | Coreano | 2005 |
| "You Got It" (놈, 놈, 놈)           | The Stereotypes, Three       | Leeteuk, Heechul, Eunhyuk, Team One Sound | Magic                 | Coreano | 2015 |
| "You're My Endless Love" (말하자면) | Kim Young-hu                 | Kwon Yun-jung, Kim Young-hu               | Don't Don             | Coreano | 2007 |
| "Your Eyes"                         | Kenzie                       | Kim Jung-bae                              | Bonamana              | Coreano | 2010 |